# Odprto prvenstvo Francije 2011
Odprto prvenstvo Francije 2011 je teniški turnir za Grand Slam, ki je med 22. majem in 5. junijem 2011 potekal v Parizu.

## Moški posamično
Rafael Nadal :  Roger Federer 7–5, 7–6(7–3), 5–7, 6–1

## Ženske posamično
Na Li :  Francesca Schiavone, 6–4, 7–6(7–0)

## Moške dvojice
Maks Mirni /  Daniel Nestor :  Juan Sebastián Cabal /  Eduardo Schwank, 7–6(7–3), 3–6, 6–4

## Ženske dvojice
Andrea Hlaváčková /  Lucie Hradecká :  Sania Mirza /  Jelena Vesnina, 6–4, 6–3

## Mešane dvojice
Casey Dellacqua /  Scott Lipsky :  Katarina Srebotnik /  Nenad Zimonjić, 7–6(8–6), 4–6, [10–7]